# Marquesa Anchart
Marquesa Anchart fue una actriz, cancionista y bailarina de tango argentina de larga actuación escénica. Su padre y hermano fueron los actores cómicos Alberto Anchart y Alberto Anchart (hijo).

## Carrera
Hija de familia de artistas su padre fue el reconocido actor Alberto Anchart y su hermano el también actor Alberto Anchart (hijo). Su tía política fue la actriz y bailarina Rosa Gamas, hermana de la vedette y actriz María Esther Gamas, madre de María Rosa Fugazot. Su cuñada fue la también actriz y vedette Betty Flores. También tuvo como primos a los geniales capocómicos Tono Andreu y Gogó Andreu.
En cine hace su única incursión como actriz en el film Ensayo final de 1955 con Alberto Closas, Nelly Panizza y Santiago Gómez Cou.
Marquesa Anchart tuvo su grado de popularidad en las décadas de 1960 y 1970 como intérprete de famosos tangos del momento, muchos de los cuales se hicieron presentes en extensas giras por España. En España también compartió escena con Carlos Corriale y Los Tico-Tico con quienes interpreta El diablo lo enredo en 1966.
Con el sello discográfico Záfiro lanza el disco Es tango se canta así en 1972.
Trabajó junto a los cantores Alberto Dávila, Valentino (además pareja de tango de Marquesa) y Alberto Ponce en Madrid, específicamente en la calle Jardines, en un popular lugar conocido como MALAMBO y casi siempre acompañada al piano por el gran maestro Lucho Pastore.

## Discografía
- 1964: Junto a Los Tico Tico-[3]

a) Camelia
b) La búsqueda
c) No es nada
d) La primera reunión
- 1966: Junto a Carlos Corrieale y Los Tico-Tico

a) El diablo lo enredo
b) El mudo
c) Viva María
d) El amor no muere
e) Adiós pampa mía
- 1972: Es tango se canta así